# Schloss Neu-Augustusburg

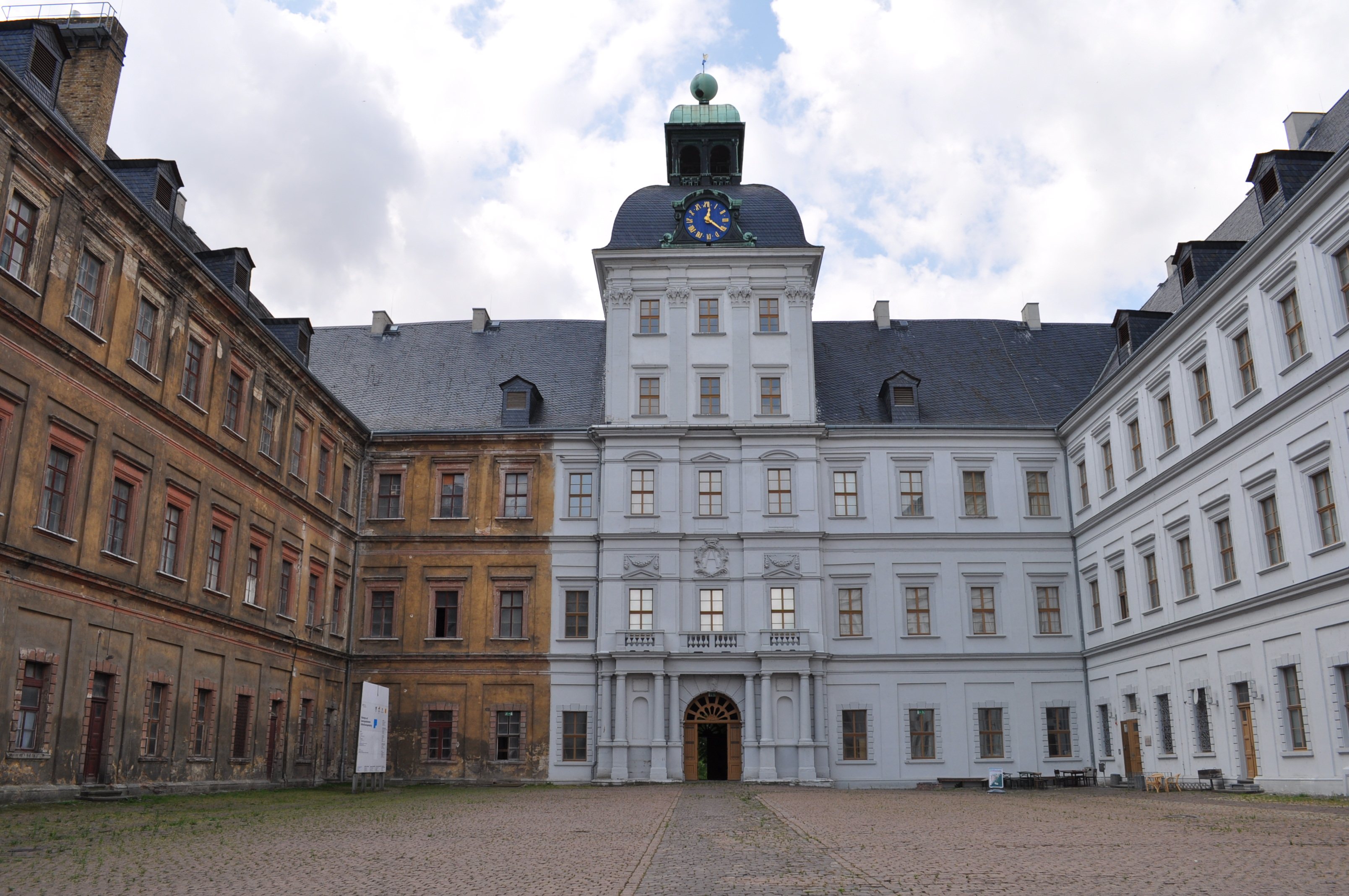
Der teilrestaurierte Ehrenhof (2015)

Das Weißenfelser Schloss Neu-Augustusburg in Sachsen-Anhalt war von 1680 bis 1746 Residenz der Herzöge von Sachsen-Weißenfels, einer Sekundogenitur der kursächsischen Wettiner. 
Der gut erhaltene frühe Barockbau mit seiner bedeutenden Schlosskirche St. Trinitatis gilt als national wertvolles Kulturdenkmal.
Das Schloss beherbergt heute das Museum Weißenfels. Neben einer Ausstellung zum Schuhhandwerk, die auf das dort seit 1964 beheimatete Schuhmuseum der DDR zurückgeht, wird seit 2007 auch eine neugestaltete Ausstellung zum Herzogtum Sachsen-Weißenfels gezeigt. 

## Bau und Bedeutung

Schloss Neu-Augustusburg, Carl Benjamin Schwarz, 1786

Schloss Neu-Augustusburg um 1900
Chromolithografie von Reinicke & Rubin

Die Grundsteinlegung erfolgte am 25. Juli 1660 durch August, Erzbischof von Magdeburg, der dank des Testaments seines Vaters Johann Georg I. von Sachsen seit 1657 auch erster Herzog der sächsischen Sekundogenitur Sachsen-Weißenfels war und das Herzogtum von seiner bischöflichen Neuen Residenz in Halle aus verwaltete. 
Das Schloss wurde in der alten Burganlage errichtet, die 1644 von den Schweden während des Dreißigjährigen Krieges geschleift worden war. Mit Ende des Krieges und dem damit verbundenen Westfälischen Frieden 1648 erwarb das Kurfürstentum Brandenburg allerdings den Anspruch auf das Herzogtum Magdeburg, den säkularisierten Besitz des Erzstifts Magdeburg. Der Übergang Magdeburgs an Brandenburg sollte jedoch erst erfolgen, wenn Herzog August als letzter Administrator des Erzbistums gestorben war. Es wird daher vermutet, dass Herzog August in diesem Wissen Neu-Augustusburg für seinen Sohn bauen ließ, der nach seinem Tod auf die Sekundogenitur Sachsen-Weißenfels beschränkt war. 
Sohn Johann Adolf I. von Sachsen-Weißenfels bezog 1680 nach dem Ableben seines Vaters als neuer und erster Herzog das noch unfertige Schloss und vollendete es während der folgenden 14 Jahre. Die Baumeister waren Johann Moritz Richter und sein gleichnamiger Sohn. Beide schufen mit diesem Bau eine der größten frühbarocken Schlossanlagen in Mitteldeutschland.
Auf dem Schloss residierten bis zur Auflösung des Herzogtums im Jahre 1746:
- 1680–1697 Johann Adolf I. von Sachsen-Weißenfels
- 1697–1712 Johann Georg von Sachsen-Weißenfels
- 1712–1736 Christian von Sachsen-Weißenfels
- 1736–1746 Johann Adolf II. von Sachsen-Weißenfels

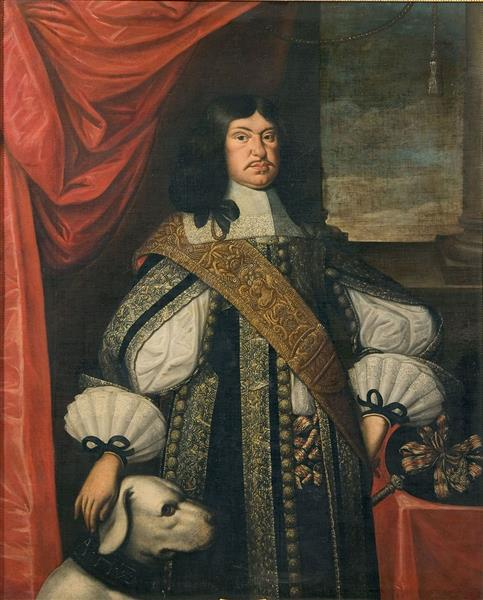
Der Bauherr ab 1660, Herzog August, Administrator des Erzstifts Magdeburg
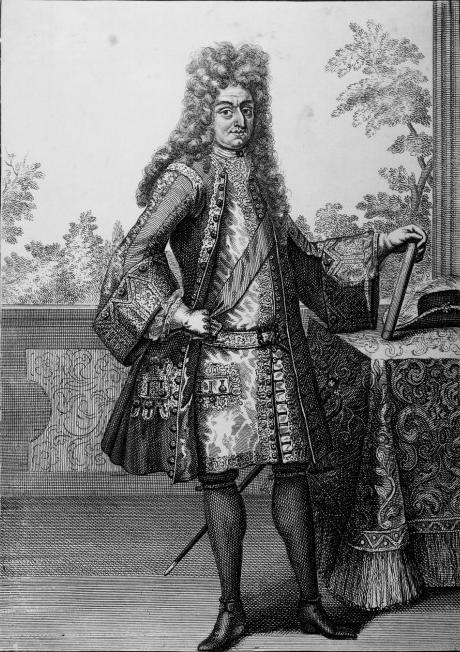
Johann Adolf I. von Sachsen-Weißenfels, erster auf dem Schloss residierender Herzog

Das Schloss entwickelte sich zum kulturellen Zentrum, das bedeutende Künstler wie Johann Beer, Johann Philipp Krieger, Georg Philipp Telemann und Friederike Caroline Neuber anzog.
Hier entdeckte Herzog Johann Adolf I. von Sachsen-Weißenfels auch das musische Talent des jungen Georg Friedrich, als er seinen Leibarzt Georg Händel darum bat, dessen Sohn bei ihm in der Schlosskirche Orgel spielen zu lassen. Johann Sebastian Bach komponierte für Herzog Christian von Sachsen-Weißenfels die Kantate Was mir behagt, ist nur die muntre Jagd BWV 208 (Jagdkantate), die 1713 zu Ehren des Herzogs in Weißenfels uraufgeführt wurde (heute Hotel Jägerhof). Seine Kantate Entfliehet, verschwindet, entweichet, ihr Sorgen BWV 249a (Schäferkantate) erklang zum Geburtstag des Herzogs 1725 auf Schloss Neu-Augustusburg. Für die Orgel der Schlosskirche komponierte er seine Toccata und Fuge F-Dur BWV 540. Georg Philipp Telemann schuf für die 50. Wiederkehr des Kirchweihfestes der Schlosskirche im Jahr 1732 eine prächtige Festmusik mit dem Titel "Jauchzet dem Herrn alle Welt" (TVWV 1:951).
Nach dem Aussterben des Weißenfelser Herzogshauses 1746 ging das Schloss zunächst wieder an das Kurfürstentum Sachsen und wurde nur noch selten bewohnt. Ab 1815 gehörte es zu Preußen und wurde als Kaserne für ein Bataillon des 1. Thüringischen Infanterie-Regiments Nr. 31 zu Erfurt, umgebaut. Als solche wurde es bis 1920 vom Heer als Unteroffiziersschule, dann von der Polizei genutzt. Von März bis August 1933 diente das Schloss als „Gefangenensammellager“ für politische Häftlinge. Nach 1945 fanden Flüchtlinge dort eine Unterkunft, anschließend wurden im Schloss eine Fachschule für Heimatmuseen sowie das Schuhmuseum der DDR eingerichtet. Im Jahr 1993 wurde es der Stadt Weißenfels zur Verwaltung übergeben. Seither wird das Gebäude in Abschnitten restauriert.
Heute befindet sich im Schlossgebäude das Museum Weißenfels. Neben einer Ausstellung zum Schuhhandwerk, die im Kern auf die Konzeption des dort seit 1964 beheimateten Schuhmuseums der DDR zurückgeht, wird seit 2007 auch eine neugestaltete Ausstellung zum Herzogtum Sachsen-Weißenfels gezeigt. Von der Schlossterrasse bietet sich ein weiter Blick über die Stadt Weißenfels. Der Schlosskeller und das Schlosscafé wurden bis 2017 als Veranstaltungsorte für Konzerte, Diskotheken, Comedy und Ähnliches genutzt. Das Schlosscafé wird nunmehr als Teil des Museums umgebaut, der Schlosskeller bleibt wegen zu hoher Sanierungskosten geschlossen.

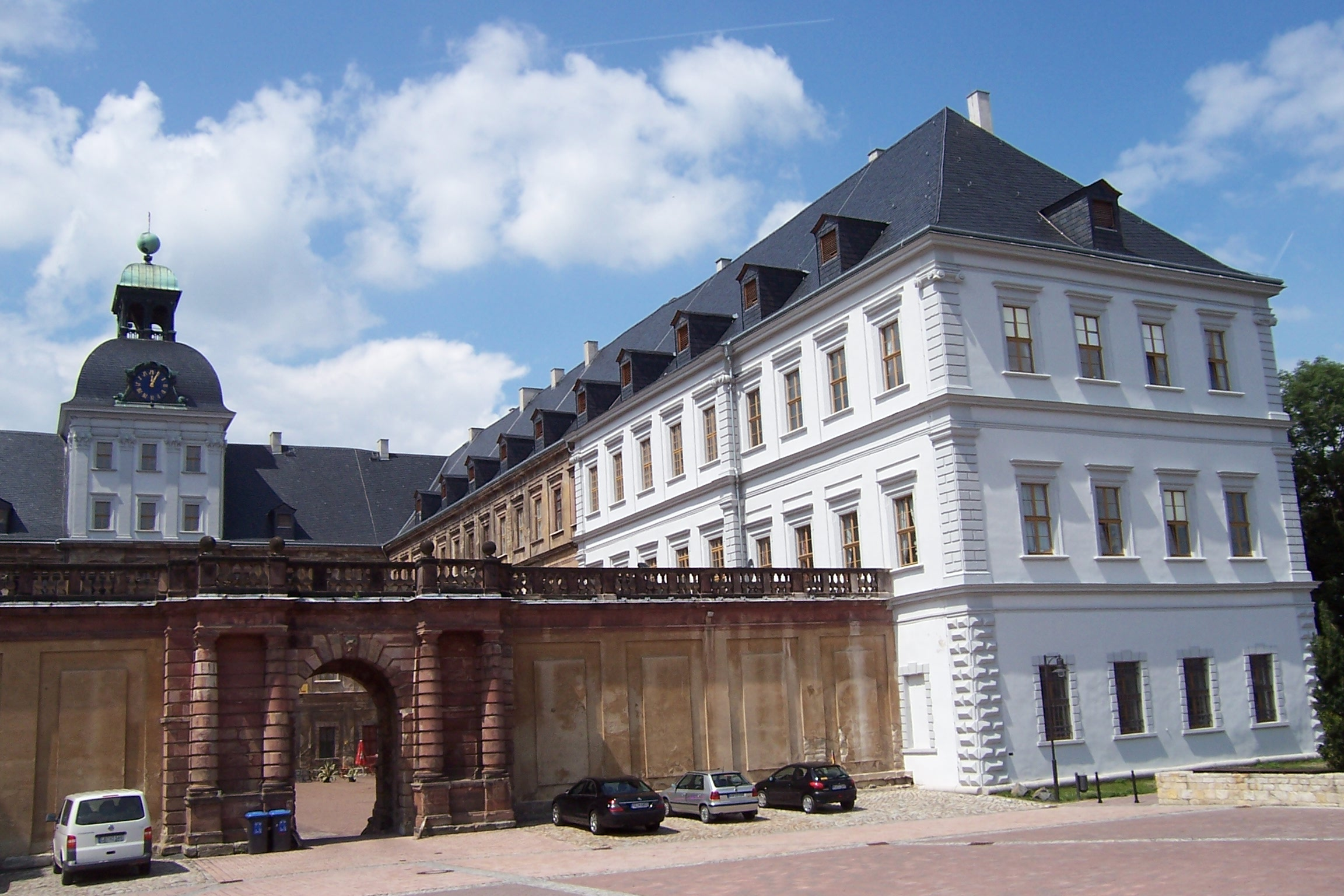
Blick von Osten auf den Ehrenhof mit teilrestauriertem Nordflügel, Juni 2008
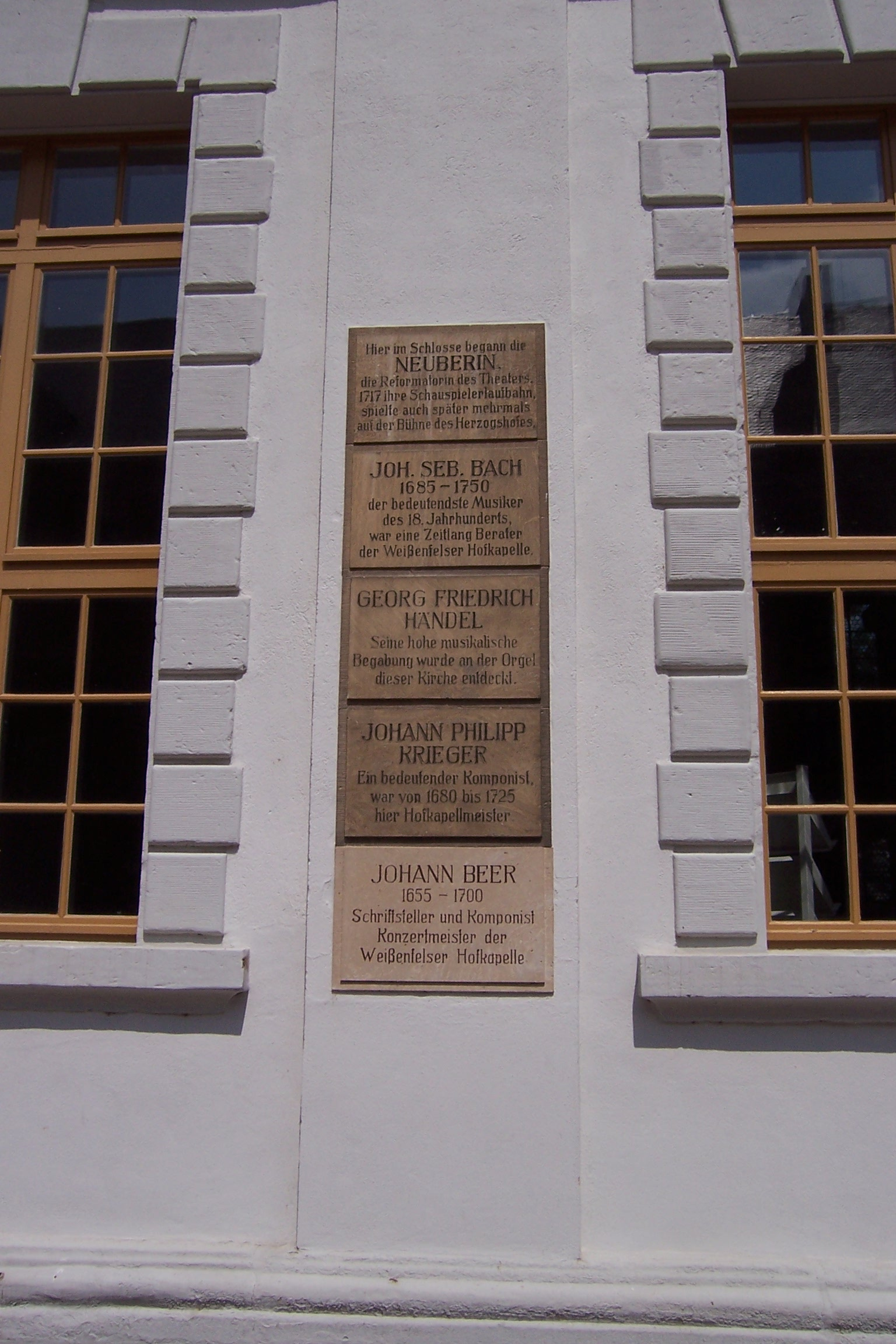
Gedenktafeln an der Schlosskirche
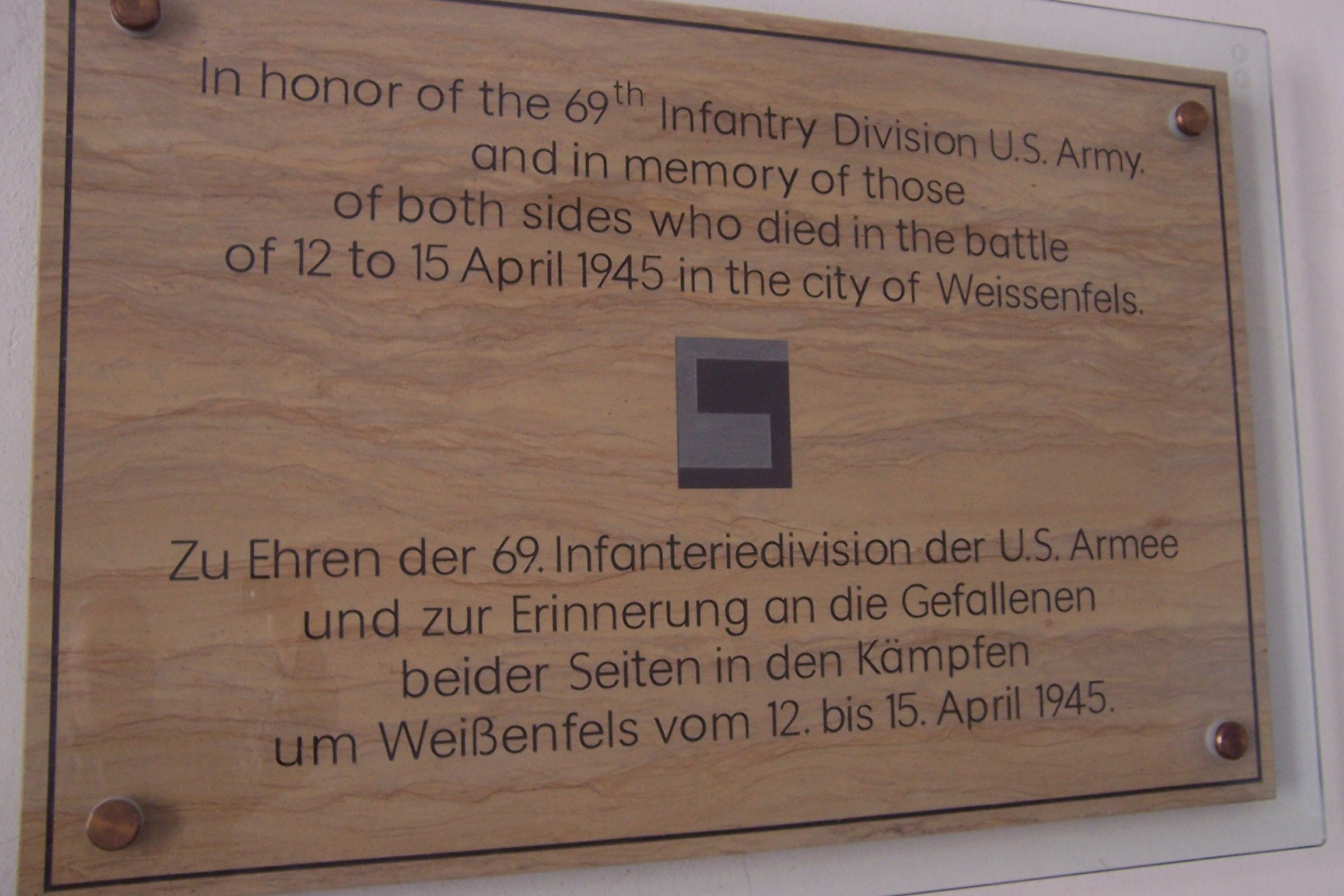
Gedenktafel am Schlossturm
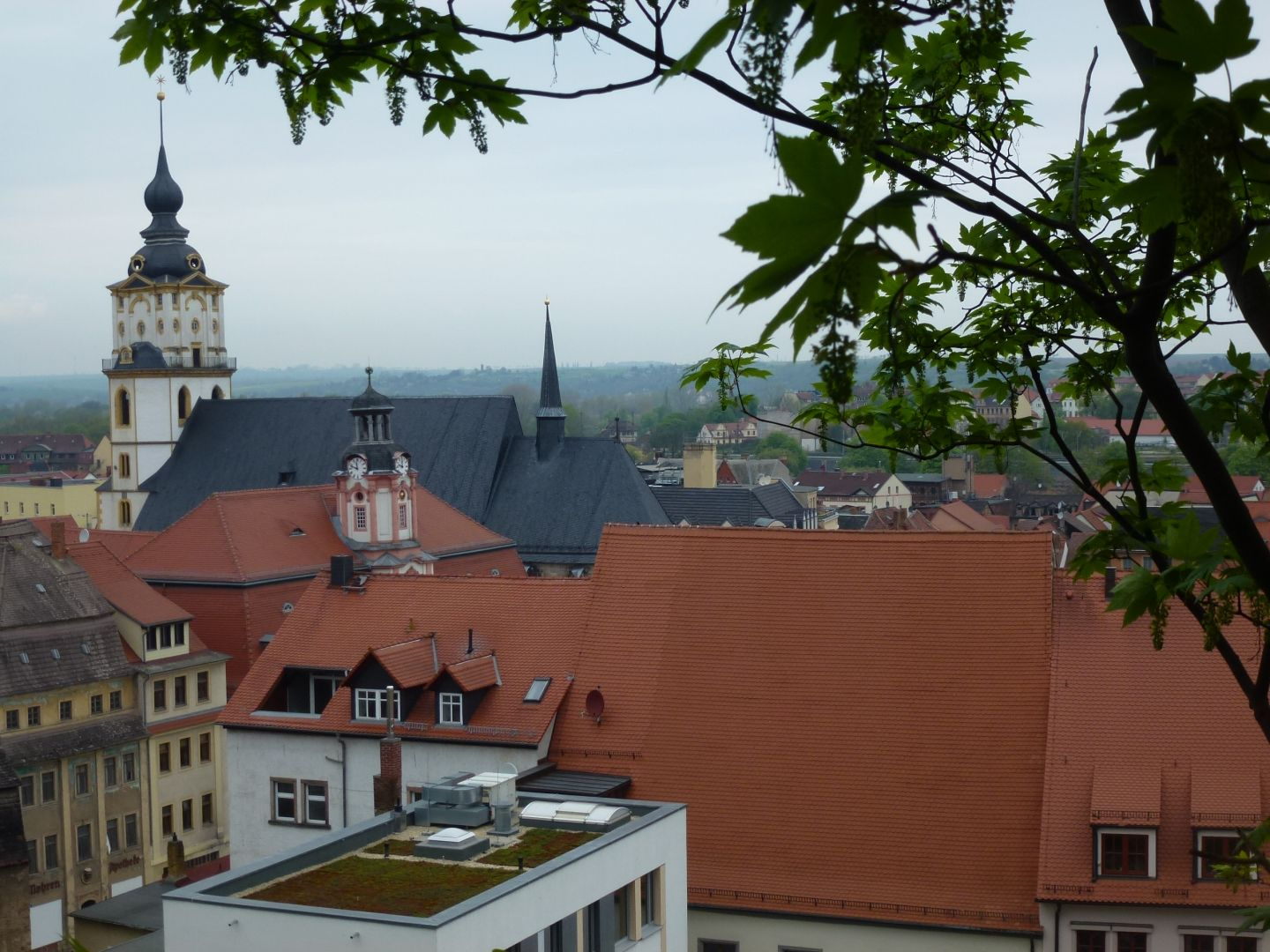
Blick auf die Weißenfelser Altstadt
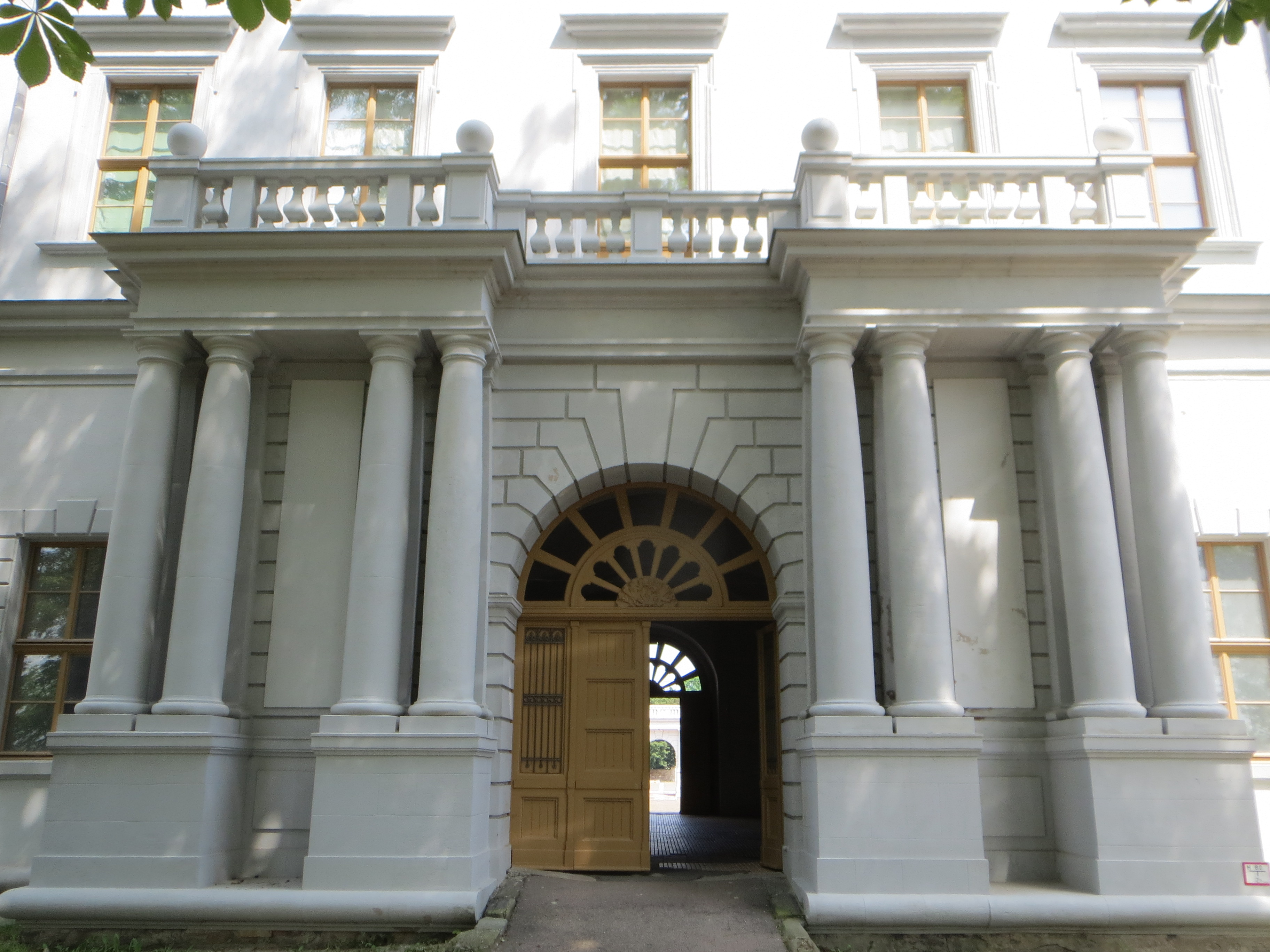
Stadtseite 2014

### Schlosskirche St. Trinitatis

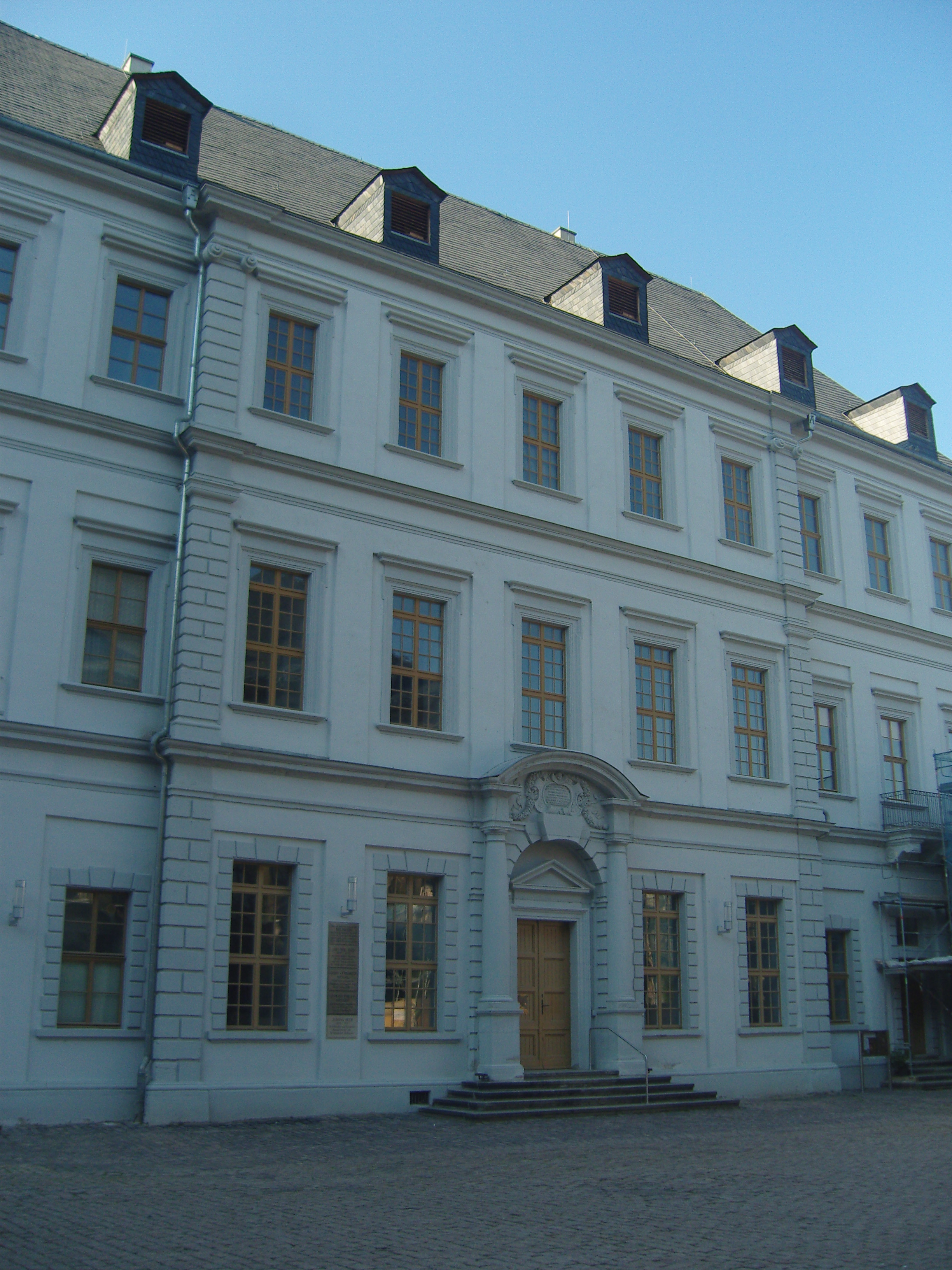
Schlosskirche

Besonders sehenswert ist die weitgehend im Original erhaltene Schlosskirche Sankt Trinitatis. Von außen ist sie nicht als Kirche erkennbar, der Innenraum zählt zu den schönsten frühbarocken Sakralbauten Mitteleuropas.
Als Schlosskapelle ist der Raum vom Gegenüber von Altar und Fürstenloge auf der Empore her konzipiert. Die Ausmalung übernahm Johann Oswald Harms; die umlaufenden Emporenbilder zeigen typologisch entsprechende Szenen aus dem Neuen (1. Empore) und Alten Testament (2. Empore). Ein besonderes Schmuckelement sind die zahlreichen Emblemata. Der ursprüngliche Kanzelaltar von Johann Heinrich Böhme aus Schneeberg und Johann Balthasar Stockhammer (1678/80) wurde nach dem Übergang des Schlosses an das katholische Haus Sachsen 1751 auseinandergenommen; der Altar erhielt ein Relief der Verkündigung als Altarbild. Die Orgel stammt von Christian Förner.
Zu den bekannten Schlosspredigern zählten Johannes Olearius (1611–1684) und Erdmann Neumeister (1671–1756).
Die Kirche wird seit 1946 sonntäglich von der evangelisch-lutherischen St.-Trinitatis-Gemeinde der Selbständigen Evangelisch-Lutherischen Kirche genutzt, die nach dem Abschluss einer Nutzungsvereinbarung mit der Stadt 2004 im angrenzenden Nordostflügel des Schlosses auch Gemeinderäume und das Pastorat eingerichtet hat. Dort befindet sich auch die Superintendentur des Kirchenbezirks Sachsen-Thüringen.

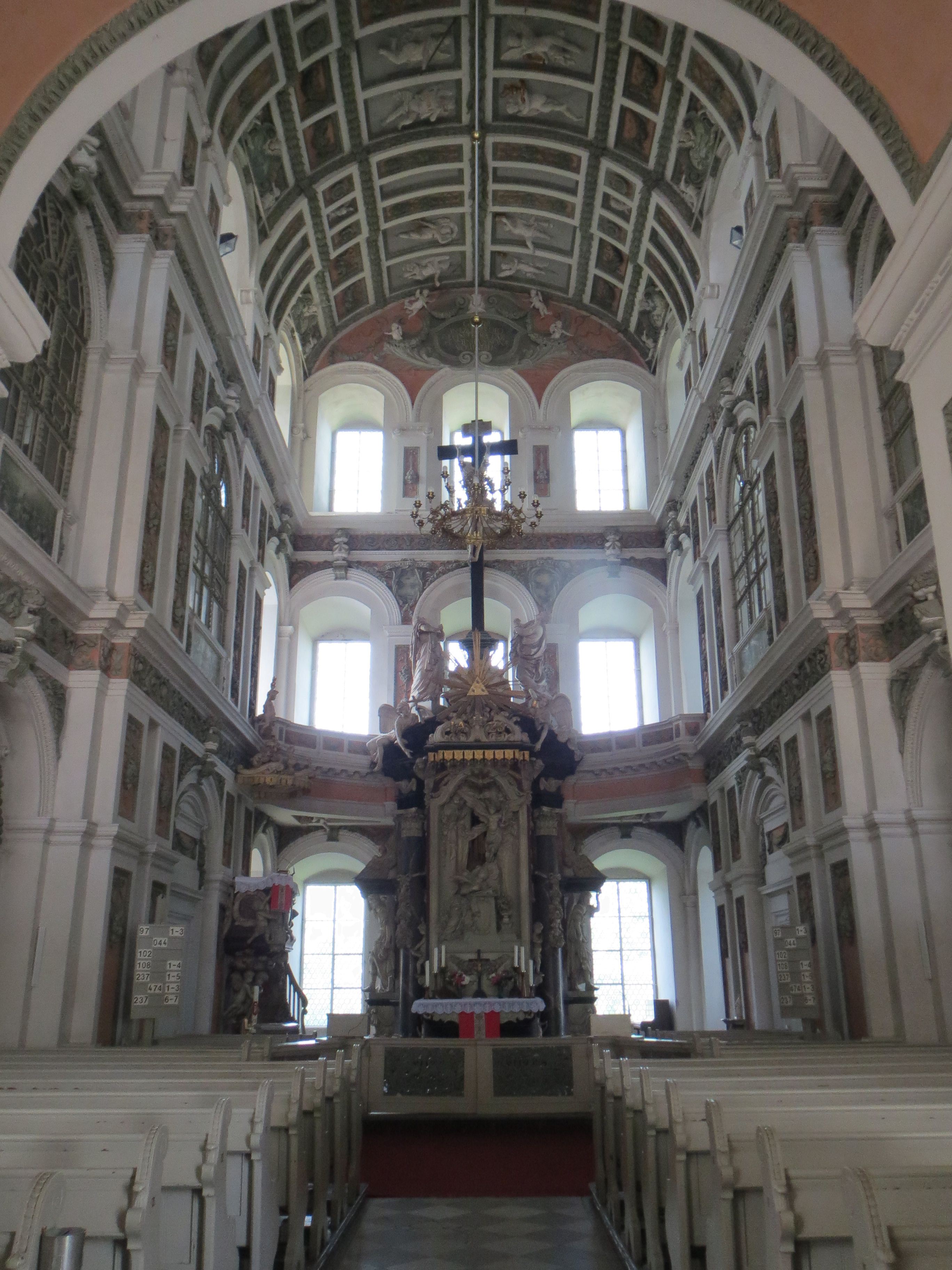
Blick zum Altar
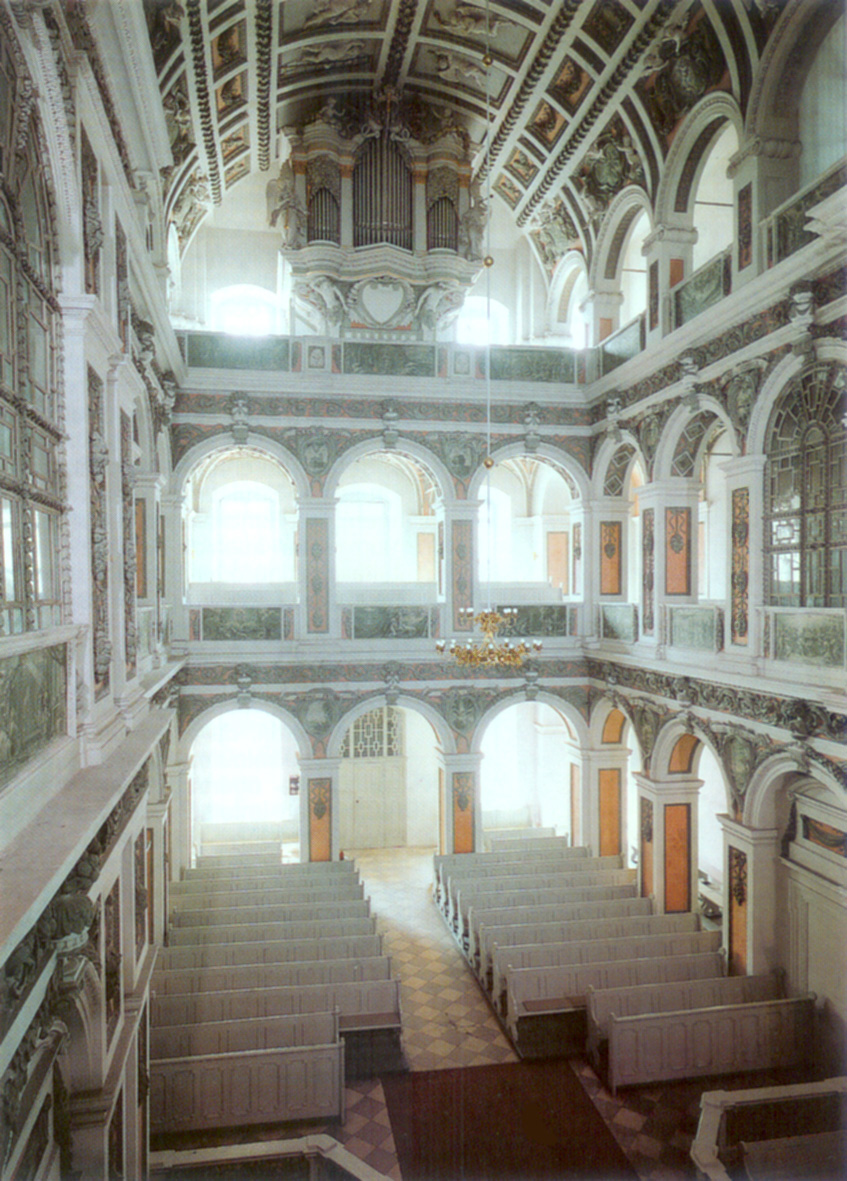
Blick zur Förner-Orgel
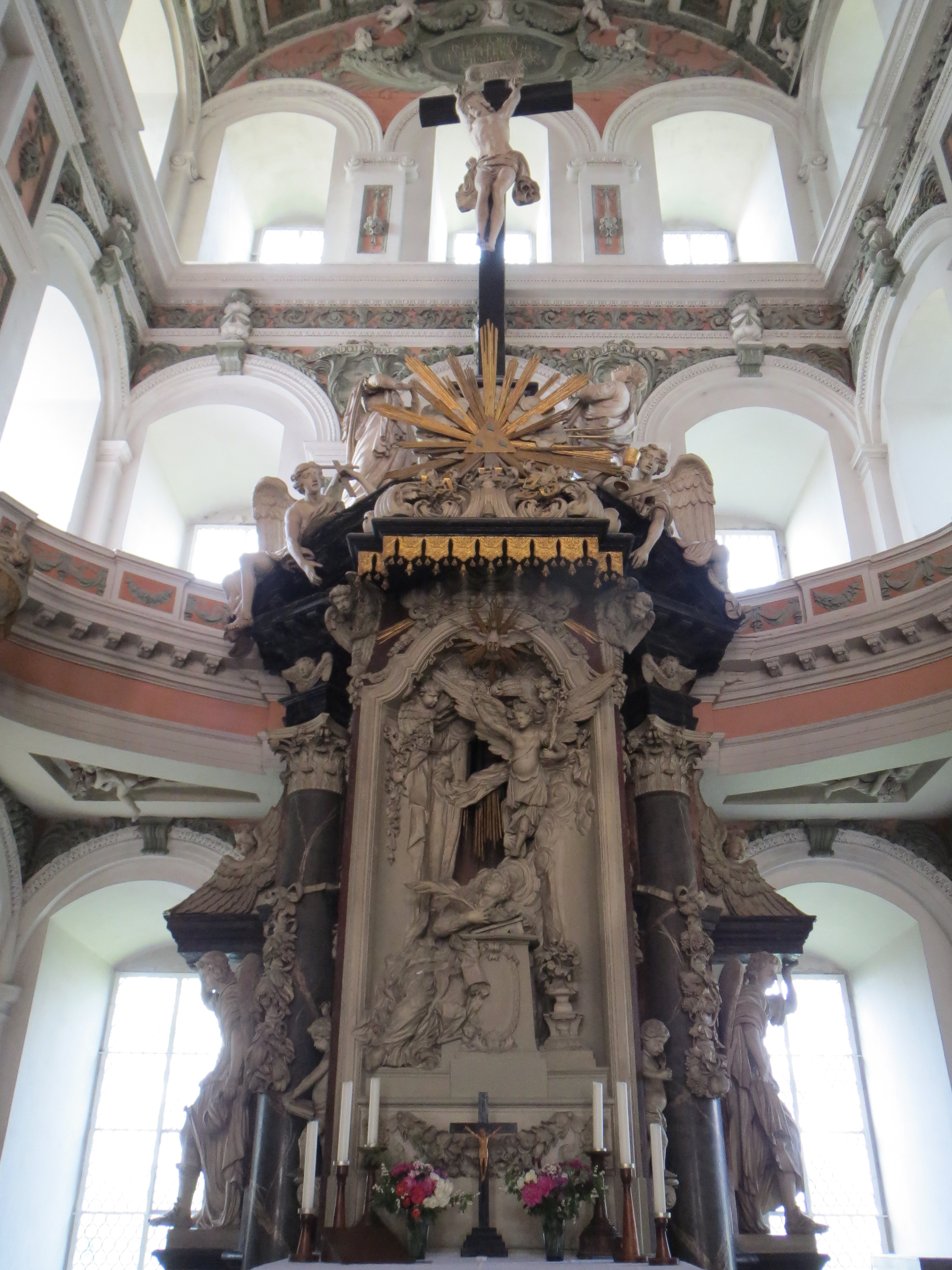
Verkündigungs-Altar
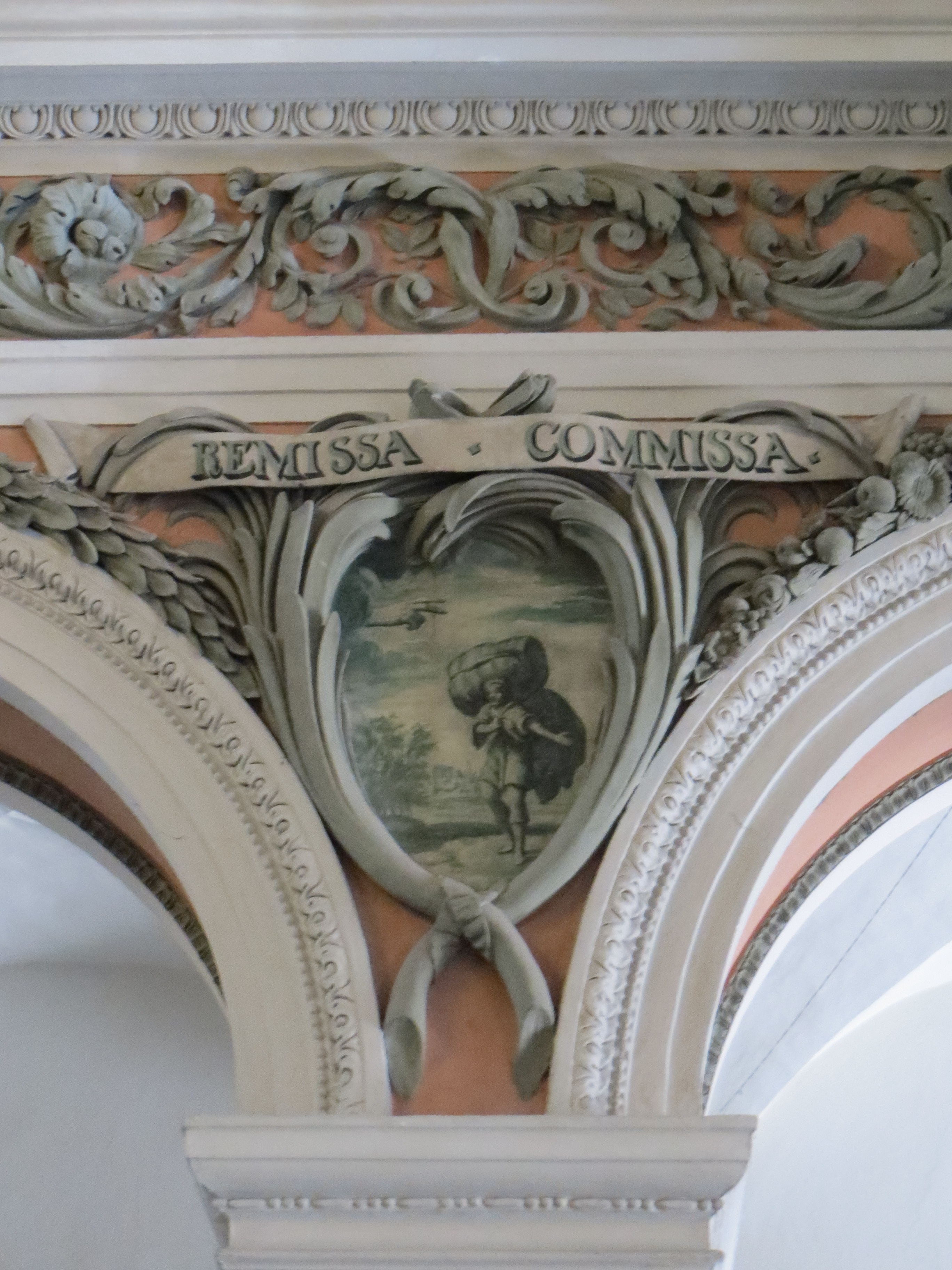
Emblem

#### Fürstengruft
In der Gruft unter dem Altarraum der Kirche befindet sich das Erbbegräbnis der Weißenfelser Herzogsfamilie, in welchem die fürstlichen Mitglieder der Familie in zum Teil sehr kunstvoll und prunkvoll gestalteten Särgen aus Holz bzw. Zinn-Legierungen bestattet wurden. Es stellt ein bedeutendes Denkmal barocker Bestattungskultur in Mitteldeutschland dar. Sie ist in der Regel einmal im Monat für Besucher zugänglich. Folgende Mitglieder der herzoglichen Familie wurden hier bestattet:

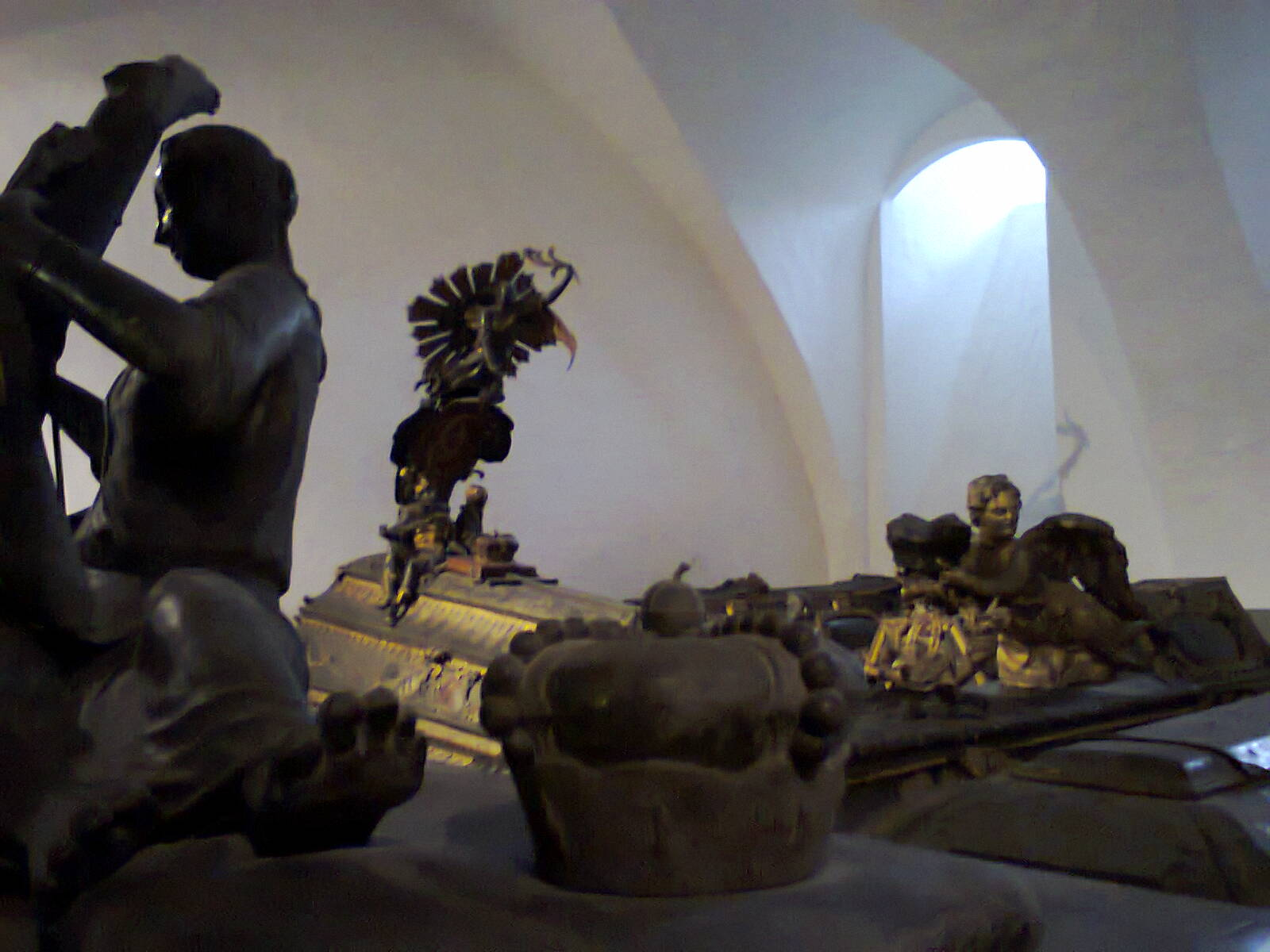

- August (1614–1680), 1. Herzog von Sachsen-Weißenfels
- Anna Maria von Mecklenburg (1627–1669), 1. Ehefrau Herzog Augusts
- Johanna Walpurgis von Leiningen-Westerburg (1647–1687), 2. Ehefrau Herzog Augusts
- August (1650–1674), Dompropst von Magdeburg
- Christian (1652–1689), kursächsischer Generalfeldmarschall-Leutnant (Eingeweide separat in einer Urne bestattet)
- Anna Maria (1653–1671), Tochter Herzog Augusts
- Katharina (1655–1663), Tochter Herzog Augusts
- Elisabeth (1660–1663, Tochter Herzog Augusts
- Dorothea (1662–1663), Tochter Herzog Augusts
- Friedrich (1673–1715), Herzog von Sachsen-Weißenfels-Dahme und kursächsischer Generalleutnant
- Moritz (1676–1695), Offizier in kursächsischen Diensten
- totgeborener Sohn Herzog Augusts (*/† 1679)
- Johann Adolf I. (1649–1697), 2. Herzog von Sachsen-Weißenfels
- Johanna Magdalena von Sachsen-Altenburg (1656–1686), 1. Ehefrau Herzog Johann Adolfs I.
- August Friedrich (1674–1675), Erbprinz von Sachsen-Weißenfels, Sohn Herzog Johann Adolfs I.
- Johann Adolf (1676–1676), Erbprinz von Sachsen-Weißenfels, Sohn Herzog Johann Adolfs I.
- Johanna Wilhelmina (1680–1730), Tochter Herzog Johann Adolfs I.
- Friedrich Wilhelm (1681–1681), Sohn Herzog Johann Adolfs I.
- Johann Georg (1677–1712), 3. Herzog von Sachsen-Weißenfels
- Friederike Elisabeth von Sachsen-Eisenach (1669–1730), Gemahlin des Herzogs Johann Georg (Eingeweide separat in einer Urne bestattet)
- Friederike Elisabeth (1701–1706), Tochter des Herzogs Johann Georg
- Johann Georg (1702–1703), Erbprinz von Sachsen-Weißenfels, Sohn des Herzogs Johann Georg
- Johannetta Wilhelmina (1704–1704), Tochter des Herzogs Johann Georg
- Johannetta Amalia (1705–1706), Tochter des Herzogs Johann Georg
- Johanna Magdalena (1708–1760), Tochter des Herzogs Johann Georg, Gemahlin des Herzogs Ferdinand von Kurland
- Friederika Amalie (1712–1714), Tochter des Herzogs Johann Georg
- Christian (1682–1736), 4. Herzog von Sachsen-Weißenfels
- Luise Christiana von Stolberg-Stolberg (1675–1738), Gemahlin des Herzogs Christian
- Johann Adolf II. (1685–1746), 5. Herzog von Sachsen-Weißenfels (Eingeweide separat in einer Urne bestattet)
- Johannetta Antoinetta Juliana von Sachsen-Eisenach (1698–1726), 1. Gemahlin des Herzogs Johann Adolf II.
- Friedrich Johann Adolf (1722–1724), Erbprinz von Sachsen-Weißenfels, Sohn des Herzogs Johann Adolf II.
- Friederika von Sachsen-Gotha-Altenburg (1715–1775), 2. Gemahlin des Herzogs Johann Adolf II.
- Karl Friedrich Adolf 1736–1737), Erbprinz von Sachsen-Weißenfels, Sohn des Herzogs Johann Adolf II.
- Johann Adolf (1738–1738), Erbprinz von Sachsen-Weißenfels, Sohn des Herzogs Johann Adolf II.
- August Adolf (1739–1740), Erbprinz von Sachsen-Weißenfels, Sohn des Herzogs Johann Adolf II.
- Johann Georg Adolf (1740–1740), Erbprinz von Sachsen-Weißenfels, Sohn des Herzogs Johann Adolf II.
- Friederike Adolfina (1741–1751), Tochter des Herzogs Johann Adolf II. (Eingeweide separat in einer Urne bestattet)
- sowie wahrscheinlich noch zwei namenlose (totgeborene) Kinder

#### Orgel
Die Orgel auf der dritten Empore der Schlosskirche wurde 1667 bis 1673 vom Orgelbauer Christian Förner erbaut. Sie umfasste 22 Register auf zwei Manualen und Pedal und galt Zeitgenossen als ein technisches wie musikalisches Meisterwerk des mitteldeutschen Orgelbaus. An dieser Orgel wurde das musikalische Talent des Komponisten Georg Friedrich Händel durch den damaligen Herzog von Sachsen-Weißenfels entdeckt.
Nach jahrzehntelanger Vernachlässigung in der Zeit der Nutzung des Schlosses als Kaserne wurde die Orgel 1839 durch Johann Friedrich Schulze radikal umgebaut, 1864 nahm Friedrich Ladegast Reparaturen vor. Nach 1945 wurden Pfeifenwerk und Gehäuse schwer beschädigt; 1985 erfolgte ein als „Teilrekonstruktion“ bezeichneter weitgehender Neubau durch die Orgelbaufirma A. Voigt.
Trotz der massiven Eingriffe gilt die Förner-Orgel als musikgeschichtliches Denkmal und „Schlüsselinstrument zum gesamten Orgelbau in Mitteldeutschland“. Sie hat heute 32 Register auf zwei Manualen und Pedal.